# Liste der Monuments historiques in Bonneuil-les-Eaux
Die Liste der Monuments historiques in Bonneuil-les-Eaux führt die Monuments historiques in der französischen Gemeinde Bonneuil-les-Eaux auf.

## Liste der Bauwerke
| Bezeichnung                      | Beschreibung                  | Standort | Kennzeichnung | Schutzstatus | Datum | Bild           |
| -------------------------------- | ----------------------------- | -------- | ------------- | ------------ | ----- | -------------- |
| Ehemaliges Priorat Saint-Nicolas | Erbaut im Mittelalter         | (Lage)   | PA60000013    | Inscrit      | 1998  | weitere Bilder |
| Kirche St-Nicolas                | Erbaut ab dem 16. Jahrhundert | (Lage)   | PA60000003    | Inscrit      | 1997  | weitere Bilder |

## Liste der Objekte
- Monuments historiques (Objekte) in Bonneuil-les-Eaux in der Base Palissy des französischen Kultusministeriums